# Golzow (Potsdam)
Golzow es un municipio situado en el distrito de Potsdam-Mittelmark, en el estado federado de Brandeburgo (Alemania), a una altitud de 40 metros. Su población a finales de 2016 era de unos 1300 habs. y su densidad poblacional, 33 hab/km².